# Banka, Piešťany
Banka este o comună slovacă, aflată în districtul Piešťany din regiunea Trnava. Localitatea se află la altitudinea de 177 m deasupra n.m., se întinde pe o suprafață de 8,58 km2 și în 2017 număra 2.085 de locuitori.

## Istoric
Localitatea Banka este atestată documentar din 1292.

## Demografie
| An:                | 1994 | 2004 | 2014   | 2024   |
| ------------------ | ---- | ---- | ------ | ------ |
| Număr de persoane: | 0    | 2173 | 2123   | 2149   |
| Diferență:         |      | –    | −2,30% | +1,22% |

| An:                | 2023 | 2024   |
| ------------------ | ---- | ------ |
| Număr de persoane: | 2159 | 2149   |
| Diferență:         |      | −0,46% |